# Čuk i Gek
Čuk i Gek (Чук и Гек) è un film del 1953 diretto da Ivan Vladimirovič Lukinskij.